# Nope (Original Motion Picture Soundtrack)
Nope (Original Motion Picture Soundtrack) è la colonna sonora del film Nope, pubblicata il 22 luglio 2022 dall'Universal Pictures, e costituita in parte da composizioni originali del compositore Michael Abels e in parte da canzoni di altri artisti. L'album è stato interamente prodotto dallo stesso Michael Abels.

## Tracce
1. Michael Abels – Haywood Ranch – 2:55 (Michael Abels)
2. Michael Abels – The Muybridge Clip – 3:34 (Michael Abels)
3. François D'Aime, Pierre Billon – La Vie C'est Chouette – 2:44 (Jodie Foster)
4. Michael Abels – Jupiter's Claim – 1:43 (Michael Abels)
5. Michael Aels – Bother Sister Walk – 1:18 (Michael Abels)
6. Burt Bacharach, Hal David – Walk On By – 2:54 (Dionne Warwick)
7. Michael Abels – Growing Up Haywood – 1:29 (Michael Abels)
8. J. Tribble, Lowrell Simon, Fred Simon, Gus Redmond – This Is the Lost Generation – 3:34 (The Lost Generation)
9. Michael Abels – Not Good – 2:00 (Michael Abels)
10. Michael Abels – What's a Bad Miracle – 1:32 (Michael Abels)
11. Michael Abels – The Oprah Shot – 1:51 (Michael Abels)
12. Michael Abels – Ancient Aliens – 2:08 (Michael Abels)
13. Michael Abels – Park Kids Prank Haywood – 1:08 (Michael Abels)
14. Michael Abels – It's in the Cloud – 2:37 (Michael Abels)
15. Michael Abels – Holy Shit It's Real – 2:09 (Michael Abels)
16. Michael Abels – Progressive Anxiety – 3:02 (Michael Abels)
17. Michael Abels – The Star Lasso Expeeerrriii... – 0:35 (Michael Abels)
18. Michael Abels – Arena Attack – 1:23 (Michael Abels)
19. Corey Hart – Sunglasses at Night – 4:38 (Michael Abels)
20. Michael Abels – Blood Rain – 4:38 (Michael Abels)
21. Michael Abels – The Unaccounted For – 2:36 (Michael Abels)
22. Michael Abels – Preparing the Trap – 2:41 (Michael Abels)
23. Sheb Wooley – Purple People Eater – 1:35 (Michael Wincott)
24. Exuma – Exuma, the Obeah Man – 6:12 (Exuma)[2]
25. Michael Abels – Man Down – 6:02 (Michael Abels)
26. Michael Abels – WTF Is That – 1:13 (Michael Abels)
27. Michael Abels – The Run (Urban Legends) – 1:42 (Michael Abels)
28. Michael Abels – Abduction – 1:58 (Michael Abels)
29. Michael Abels – Havoc – 0:46 (Michael Abels)
30. Michael Abels – Em & Angel Fly – 2:20 (Michael Abels)
31. Michael Abels – A Hero Falls – 2:47 (Michael Abels)
32. Michael Abels – Pursuit – 1:49 (Michael Abels)
33. Michael Abels – Winkin' Well – 3:42 (Michael Abels)
34. Michael Abels – Nope – 2:31 (Michael Abels)[3]

Durata totale: 1:22:55

## Distribuzione
L'album, uscito in forma digitale il 22 luglio 2022, viene distribuito sotto forma di vinile a partire dal 30 dicembre dello stesso anno.

## Accoglienza

### Critica
La rivista Billboard ha scritto, a proposito della colonna sonora di Nope: "Parte di questa musica a volte ricorda la colonna sonora di Signs, di James Newton Howard, mentre in altri momenti di maggiore intensità riportano di più al classico motivo del battito cardiaco incessante della colonna sonora di Terminator, di Brad Fiedel. Il fatto è, tuttavia, che la sua innegabile efficacia nel contesto del film, sfortunatamente, diminuisce il suo ineccepibile fascino come esperienza di ascolto."